# Darknet
El concepte de xarxa fosca o darknet (de l'anglès) és un tipus de xarxa privat i sense transparència. Ha anat evolucionant amb el temps des de la seva definició original creada per uns investigadors de Microsoft.

## Tipus de xarxa
Actualment el terme Darknet no té una definició universalment acceptada. No obstant això, basant-se en les versions actuals més populars, es pot dir que la Darknet és una col·lecció de xarxes i tecnologies usades per a compartir informació i continguts digitals (com texts, programari, cançons, imatges, pel·lícules) que està "distribuïda" entre els diferents nodes i que tracta de preservar l'anonimat de les identitats dels qui intercanvien aquesta informació. És a dir, persegueixen l'anonimat de l'origen i la destinació quan es produeix la transferència d'informació.
En la definició anterior, quan es parla de xarxes, no es refereix a xarxes físiques separades de les xarxes actuals sinó a xarxes superposades que poden usar protocols i ports "no estàndard" sobre la xarxa subjacent. Per això es diu que aquestes xarxes operen a part de les xarxes públiques sobre les quals es munten i que els seus continguts es mantenen inassolibles per al públic general de la xarxa subjacent (són privades). Per accedir a la xarxa i els seus continguts és necessària certa informació addicional, la qual pot ser compartida per un grup restringit de persones. Aquesta informació sol incloure la necessitat d'execució d'un programari específic i de vegades és necessària la connexió a algun tipus de servidor que no estarà accessible via els DNS tradicionals. Per aquesta dificultat d'accés els motors de cerca no solen buscar en aquestes xarxes, romanent els seus continguts invisibles. Per tots aquests impediments per accedir a la informació a aquestes tecnologies se'ls anomena xarxa fosca o Darknet.
Altres autors són encara més exigents respecte als requisits i especifiquen que aquestes xarxes i tecnologies a més d'ocultar l'origen i destinació de la informació han de també ocultar la identitat mateixa dels membres de la xarxa. Per exemple J. Bethencourt identifica les darknet amb xarxes friend-to-friend en les quals els host només tenen connexió directa amb un petit conjunt de hosts els operadors del qual són coneguts i confiables a priori ('amics') en els quals es confia perquè no revelin la identitat o existència a la xarxa.
A causa de la cerca de l'anonimat de l'entitats comunicants, és freqüent que aquest tipus de xarxes facin un ús intensiu de algorismes criptogràfics. Per exemple, és freqüent que la informació (tant quan està emmagatzemada llista per ser compartida, com quan està sent transferida) estigui xifrada perquè si algú captura alguna dada sigui difícil que ho interpreti i a més, si algú demana retre comptes sobre el contingut, simplement es nega.
De vegades el terme darknet s'usa d'una forma general per descriure llocs no comercials d'internet o per referir-se a leas comunicacions web underground, principalment asaociades amb l'activitat il·legal o dissident.

## Evolució del concepte
El terme xarxa fosca, de l'anglès Darknet, va ser encunyat en novembre de 2002 en el document "The Darknet and the Future of Content Distribution" escrit per quatre investigadors de Microsoft: Peter Biddle, Paul England, Marcus Peinado i Bryan Willman. Aquest document es va publicar en un entorn post-Napster i abans que s'implantés massivament Gnutella. En ell es defineixen les Darknets com 'una col·lecció de xarxes i tecnologies usades per compartir contingut digital. Les Darknet no són una xarxa física separada sinó una aplicació i una capa de protocol muntada sobre les xarxes existents (normalment sobre Internet). Exemples de Darknets són xarxes peer-to-peer de compartició d'arxius, còpies de CD i DVD i claus o password compartides mitjançant email i grups de notícies'.
En aquest document proposa que l'origen de les Darknets està basada en tres suposicions:
1. Qualsevol element compartit àmpliament distribuït està disponible a una fracció d'usuaris en un format que permet copiar-los.
2. Els usuaris copien objectes si això és possible i interessant.
3. Els usuaris estan connectats mitjançant canals de banda ampla.

La Darknet és la xarxa de distribució que sorgeix de la injecció d'objectes d'acord amb la suposició 1 i la distribució d'aquests objectes d'acord amb les suposicions 2 i 3.
La presència de la Darknet és l'obstacle principal per al desenvolupament de tecnologies de DRM, ja que permeten que una vegada que un objecte hagi estat desprotegit (tots els sistemes de DRM tenen febleses) i s'obtingui una versió en aquest estat, llavors aquesta pot ser accessible via la Darknet. A més la informació sobre com trencar les tecnologies de DRM són distribuïdes, malgrat les lleis existent perquè això no ocorri, de forma molt eficient, fàcil i ràpida podent fer ús de la pròpia Darknet.
Des de la proposta inicial el terme s'ha anat filtrant als mitjans de comunicació de masses i ha estat usat per referir-se a tecnologies que s'usen sobre Internet per donar suport a activitats 'clandestines'. D'aquesta forma el concepte de Darknet va ser evocant a una creixent nebulosa de tecnologies que donen suport a una sèrie d'activitats 'amenaçadores'. Quan es parla d'activitats 'clandestines' es refereix a activitats que es fan de forma amagada perquè suposen una amenaça de certs interessos (Ex. interessis de governs, empreses, organitzacions criminals o individus). Per protegir aquests interessos els perjudicats poden realitzar diferents formes de coerció i coacció (exemple danys físics o demandes legals) i per protegir-se d'ells és determinant l'anonimat. Exemples d'aquest tipus d'activitats:
- La compartició d'arxius de manera que pogués violar drets d'autor.
- Publicació d'opinions perilloses per a certs règims polítics.
- Publicació d'informació secreta sobre organitzacions legals (ex. serveis secrets o grans empreses comercials).
- Publicació d'informació secreta sobre organitzacions criminals.

Actualment el concepte ha evolucionat incorporant la "necessitat de privadesa" de manera que la Darknet agrupa aquelles tecnologies i xarxes que permeten compartir continguts de manera que les entitats que es comuniquen tinguin poc o cap por al fet que sigui detectada la seva identitat. És a dir, aquestes xarxes i tecnologies es preocupen de la protecció de la privadesa perseguint l'anonimat de les entitats que es comuniquen.

## Aplicació
Aquest tipus de tecnologies i xarxes tenen com a objectiu permetre als seus participants disseminar tota aquella informació i contingut que desitgin, creant una espècie de 'zona de lliure informació' on qualsevol tipus de restricció legal manca de sentit perquè és inaplicable a causa que no es pot identificar ni l'origen ni destinació de les transferències d'informació, de vegades no se sap el contingut de la mateixa o fins i tot si hi ha hagut algun tipus de transferència d'aquesta. Per tant, no és possible cap forma de vigilància o control. El resultat és que aquestes xarxes es converteixen en un fòrum amb il·limitada llibertat d'expressió que pot ser aprofitat per saltar-se qualsevol límit que es vulgui imposar sota coerció. Per exemple, es pot usar per:
- Difusió de coneixements (Ex. científics), opinions (Ex. ideològics o polítics), informació, cultura i programari prohibits o censurats en diferents països, que no seria accessible d'una altra manera.
- Difusió d'informacions aprofitable pel crim organitzat.
- Violació de lleis de protecció de la propietat intel·lectual, als països en els quals això és considerat delicte.
- Expressar rebuig o acceptació a qualsevol tipus d'idea política.

## Exemples
Malgrat la controvèrsia que hi ha sobre la definició del concepte de darknet, i per les seves característiques de permetre la compartició d'informació i la protecció de les identitats dels comunicants, es pot donar com a exemple de xarxes Darknet les xarxes Freenet, i2p, GNUnet, Entropy, ANts P2P, i Tor. Entre les darknets hi ha dos tipus; les peer-to-peer (per exemple les construïdes amb Freenet, i2p, GNUnet, Entropy, ANts P2P), conegudes com a xarxes peer-to-peer anònimes, i les que no són peer-to-peer (ex. Tor). Dins de les xarxes peer-to-peer anònimes són especialment interessants les que són friend-to-friend perquè tenen una propietat molt aprofitable per aconseguir l'anonimat: En elles cada host es connecta directament només a hosts els operadors del qual són coneguts i confiables a priori.
Un tipus especial de darknets que estan tenint un fort increment són aquelles que utilitzen com a tecnologia subjacent (són xarxes superposades) connexions wireless per estabir xarxes. Exemples d'aquesta mena de xarxes són el projecte The Darknet Project i la xarxa establida a Mèxic per Los Zetas (organització criminal). Observar que aquest tipus de xarxes tenen una sèrie de característiques que les fa especialment interessants al món de les darknet, enfront de les quals usen cables:
- No cal pagar pel servei de cable a cap proveïdor. Per tant, per aquest costat no cal revelar la identitat.
- Els equips poden tenir mobilitat. Pel que pot ser difícil la seva localització.
- Permeten establir fàcilment topologies en malla i, per tant, si un equip és desconnectat això no afecta de forma greu a la interconnexió entre els altres.
- Per accedir al servei n'hi ha prou amb tenir el programari necessari.

## Limitacions a la seva extensió
Els principals problemes que tenen aquest tipus de tecnologies per ser molt més massives són els següents:
- Són molt ineficients, donant la sensació de ser lents comparats amb altres eines que també permeten compartir informació. Això és a causa que, en perseguir l'anonimat de les entitats, s'obliga d'una banda a usar algorismes criptogràfics (el que requereix el seu temps de procés) i d'altra banda, el més important, cal que les dades vagin d'uns nodes a uns altres en lloc d'anar directament des de l'origen a la destinació. Aquesta és una important rémora per a la seva implantació extensiva. No obstant això, està havent-hi importants millores en els rendiments i recursos disponibles pels nodes (amplada de banda i poder de computació).
- Tenen un nombre d'usuaris baix comparats amb altres aplicacions que també permeten compartir informació. La gran diferència en el nombre d'usuaris pot fer que certa transferència d'informació passi desapercebuda i, per tant, no sigui atacat l'anonimat dels seus interlocutors, en una transferència d'informació en una xarxa tradicional que en una xarxa de Darknet. Per exemple Kazaa s'estima que té 20 milions d'usuaris i no obstant això Freenet té sobre 10000 usuaris.[1]
- Els continguts són molt més abundants en xarxes que no usen tecnologies Darknet que permeten compartir informació.
- No hi ha una demanda a escala massiva d'aquest tipus de serveis, sent només necessari per a un públic minoritari. S'especula que aquesta gran demanda podria aparèixer si s'endurissin a nivell mundial les lleis de protecció dels drets d'autor i es perseguís intensament el seu compliment. Actualment els tipus d'usuaris que més usen aquest tipus de xarxes són:
- Usuaris amb activitats en conflicte amb la legislació que els aplica (ex. crim organitzat, terrorisme, pederàstia, violacions dels drets d'autor).
- Usuaris que se senten obligats a amagar-se perquè la seva identificació els pot provocar importants perjudicis en l'entorn en el qual viuen. Per exemple:
  - Usuaris amb tendències estigmatitzades (Ex. sadomasoquistess, zoofilia, distribució de pel·lícules snuff).
  - Denunciants de successos que els poden provocar importants represàlies.
  - Persones que no volen que se'ls vinculi amb certes aficions o idees.
- Usuaris que volen comunicar-se en un entorn de total llibertat.
- Les propostes actuals no ofereixen un anonimat complet. En la majoria dels casos és possible que pugui realitzar-se una identificació de l'origen o la destinació d'una informació. No obstant això, se sol jugar amb l'estimació que acomplir aquesta tasca comportaria un esforç desproporcionat i/o no obtindria resultats fiables al 100%. Per aquesta raó, aquestes xarxes es diuen brinden un servei de 'negació plausible' de les activitats que realitza cada usuari.

## Aplicacions
- Tor
- Metanet
- DarkNET Conglomeration
- Freenet versió 0.7
- GNUnet amb l'opció de topologia F2F
- I2P
- Retroshare
- OneSwarm
- Wippien
- StealthNet

### Aplicacions descontinuades
- Turtle F2F
- WASTE
- AllPeers